# Asphodeline damascena
Asphodeline damascena är en grästrädsväxtart som först beskrevs av Pierre Edmond Boissier, och fick sitt nu gällande namn av John Gilbert Baker. Asphodeline damascena ingår i släktet junkerliljor, och familjen grästrädsväxter.

## Underarter
Arten delas in i följande underarter:
- A. d. damascena
- A. d. gigantea
- A. d. ovoidea
- A. d. rugosa